# جیمز اوتیس جونیور
جیمز اوتیس جونیور (James Otis Jr) (۵ فوریه ۱۷۲۵–۲۳ مه ۱۷۸۳)، وکیل، فعال سیاسی، جزوه‌نویس و قانون‌گذار آمریکایی در بوستون، عضو مجلس استانی ماساچوست و از مدافعان اولیه نظرهای میهن‌پرستانه علیه سیاست پارلمان بود که منجر به انقلاب آمریکا شد. تکیه کلام معروف او «مالیاتِ بدون نمایندگی، استبداد است» به موضع اصلی میهن‌پرستان تبدیل شد.

## اوایل زندگی
اوتیس در بارنزتیبل غربی، ماساچوست به دنیا آمد و اولین کودک از ۱۳ اولاد فامیل و نخستین کودکی بود که از دوران نوزادی جان سالم به در برد. خواهراش مرسی اوتیس وارن، برادرش جوزف اوتیس و خردترین برادرش ساموئل آلین اوتیس رهبران انقلاب آمریکا شدند و برادرزاده‌اش هریسون گری اوتیس نیز همین راه را دنبال کرد. پدرش، سرهنگ جیمز اوتیس پدر، یک وکیل و قومندان شبه‌نظامی برجسته بود. پدر و پسر رابطه جنجال‌برانگیزی داشتند. پدرش نامه‌ای برای او فرستاد که در آن ناامیدی‌هایش را عنوان کرده بود و او را تشویق می‌کرد که برای بهبودی خودش به دنبال تقوای الهی باشد.
در سال ۱۷۵۵، اوتیس با روث کانینگهام، دختر یک تاجر و وارث ثروتی به ارزش ۱۰۰۰۰ پاوند ازدواج کرد. دیدگاه‌های سیاسی آنها کاملاً متفاوت بود، با این حال به یک‌دیگر وابسته بودند. جان آدامز می‌گوید اوتیس بعدها «گلایه کرد که او 'شدیداً محافظه‌کار' می‌باشد»، اما در عین حال اظهار کرد که «او همسری خوب و مهربان بوده‌است». حاصل این ازدواج، اولادهای آنها به‌نام‌های جیمز، الیزابت و مری بود. پسرشان جیمز، در ۱۸ سالگی درگذشت. دخترشان الیزابت مانند مادرش وفادارمانده بود؛ او با کاپیتان براون در ارتش بریتانیا ازدواج کرد و تا پایان عمر در انگلستان زندگی کرد. خردترین دختر آنها مری، با بنجامین لینکلن پسر جنرال برجسته ارتش قاره‌ای، بنجامین لینکلن ازدواج کرد.

## احکام استرداد
اوتیس در سال ۱۷۴۳ از دانشگاه هاروارد فارغ‌التحصیل شد و به صدر حرفه حقوقی در بوستون رسید. او در سال ۱۷۶۰، یک منصب معتبر به عنوان وکیل کل محکمه دریانوردی دریافت کرد. با این حال زمانی که قومندان فرانسیس برنارد نتوانست پدرش را به سِمَت وعده داده شدهٔ ریاست کل عالی‌ترین محکمه استان منصوب کند، بلافاصله استعفا داد؛ در عوض این سمت به رقیب دیرینه اوتیس، توماس هاچینسون رسید.
در پرونده پاکستون مقابل گِرِی در سال ۱۷۶۱،‏ گروهی از تجار خشمگین بوستون که شامل ازکیل گولدویت بود، از اوتیس خواستند تا مشروعیت «احکام استرداد» را در مقابل محکمه عالی، متصدی پیشین محکمه عالی قضایی ماساچوست به چلنج بکشد. این احکام به مقامات اجازه می‌داد تا بدون اطلاع قبلی، بدون دلیل احتمالی و بدون ذکر علت وارد هر خانه‌ای شوند.
اوتیس خود را بنده وفادار به سلطنت می‌دانست، با این حال او در یک سخنرانی تقریباً پنج ساعته در مقابل حضار منتخب در مجلس ایالتی در فوریه ۱۷۶۱، علیه احکام استرداد سخنرانی کرد. استدلال او در این پرونده موفقیت‌آمیز نبود، اما موجب تحکیم جنبش انقلابی شد. جان آدامز سال‌ها بعد عنوان کرد: «اوتیس شعله آتش بود؛ با تلمیحات نافذ کلاسیک و کنجکاوی عمیق و دربردارنده خلاصه‌ای از وقایع تاریخی و سرشار از توانایی‌های قانونی». آدامز، اوتیس را به سطح یک بازیگر اصلی در شکل‌گیری انقلاب ارتقاء داد و تقریباً ۵۰ سال بعد نوشت: «این اولین صحنه از نخستین قانون مخالفت با ادعاهای خودسرانه بریتانیای کبیر بود. اینجا بود که استقلال کودک متولد شد شکل گرفت. . . . بذرهای میهن‌پرستان و قهرمانان. . . آن روز و در آنجا کاشته شد».
متن سخنرانی او در سال ۱۷۶۱ توسط آدامز در موارد متعددی بهبود یافت؛ ابتدا در سال ۱۷۷۳ چاپ شد و در سال‌های ۱۸۱۹ و ۱۸۲۳ نسخه طولانی‌تر آن به چاپ رسید. به گفته جیمز آر. فرگوسن، چهار رساله‌ای که اوتیس در طی سال‌های ۱۷۶۴–۱۷۶۵ نوشت، تناقضات و حتی سردرگمی‌های فکری را آشکار می‌کند. اوتیس اولین رهبر آن دوره بود که نظریات متمایز آمریکایی در مورد مشروطیت و نمایندگی را توسعه داد، اما او به دیدگاه‌های سنتی دربارهٔ اقتدار پارلمانی تکیه می‌کرد. به گفته فرگوسن که احساس می‌کند اوتیس ناسازگار است، او با عقب‌نشینی از رادیکالیسم، از پیروی از مسیر منطقی نظریه قانون طبیعی خود سرباز زد. از سوی دیگر، ساموئلسون استدلال می‌کند که اوتیس را باید به‌عنوان یک متفکر سیاسی عمل‌گرا و نه یک نظریه‌پرداز در نظر گرفت. این امر توضیح می‌دهد که چرا مواضع او با سازگاری با واقعیت‌های سیاسیِ تغییریافته متحول شد و چطور او معضلات قانون اساسی نمایندگی پارلمانی استعماری و رابطه میان بریتانیای کبیر و مستعمرات آمریکای شمالی را افشا کرد.
در سال ۱۷۶۴، اوتیس استدلال خود را در جزوه‌ای به‌طور مفصل شرح داد و عنوان کرد از آنجاییکه آمریکایی‌ها فاقد نمایندگی پارلمانی مناسب هستند، وضع مالیات بر آمریکایی‌ها توسط پارلمان خلاف قانون اساسی است. برخی از دانشگاه‌ها معقتدند که نظر اوتیس به نفع محکمه یا قاضی است و این را وظیفه خود می‌دانند که قانون مغایر با قانون اساسی مکتوب و در حال اجرا را بررسی و لغو کنند. در پرونده احکام استرداد، اوتیس گفت که «قانونی که بر خلاف قانون اساسی باشد، باطل است… و اگر قانونی در پارلمان صادر شود، محکمه‌های اجرایی باید چنین قوانینی را لغو کنند».
اوتیس خود را یک انقلابی معرفی نمی‌کرد؛ همکاران او نیز عموماً او را محتاط تر از ساموئل آدامز آتش‌افروز می‌دانستند. اوتیس گاهی در برابر خشونت اوباش رادیکال‌ها اندرز می‌داد و بر ضد پیشنهاد آدامز برای تشکیل کنوانسیون همه مستعمرات همچون انقلاب شکوهمند ۱۶۸۸ سخنرانی می‌کرد. با این حال، در فرصت‌های دیگر، اوتیس در برانگیختن احساسات و تشویق مردم به اقدام، از آدامز هم پیشی می‌گرفت. او حتی در یک جلسه شهری در ۱۲ سپتامبر ۱۷۶۸، طبق برخی گزارش‌ها، هموطنان خود را به مسلح شدن فرا خواند.

## میهن‌پرست و جزوه‌نویس
اوتیس در اصل در حزب مردمی روستایی بود، اما عملاً با تجار بوستون ائتلاف کرد و پس از جنجال‌هایی که در مورد احکام استرداد مطرح شد، محبوبیتش بیشتر شد. او در ماه مه ۱۷۶۱ به عضویت مجلس استانی انتخاب شد. او متعاقباً چندین جزوه مهم میهن‌پرستانه را نوشته کرد، در مجلس فعالیت نمود و یکی از رهبران کنگره قاره‌ای شد. اوتیس همچنین با توماس پین، نویسنده «عقل سلیم» دوست بود.
او در سال ۱۷۴۳ از کمبریجِ ماساچوست، به واترتاون تبعید شد و با نزدیک شدن به اواخر دهه ۱۷۶۰ دچار رفتارهای عجیب و غریب پیش‌رونده شد. در سال ۱۷۶۹ مأمور مالیات، جان رابینسون در قهوه‌خانه «بریتیش کافی هاوس» ضربه‌ای به سرش زد. برخی‌ها بیماری روانی اوتیس را به این رویداد نسبت می‌دهند، اما جان آدامز، توماس هاچینسون و بسیاری دیگر معتقدند بیماری روانی او مربوط به قبل از سال ۱۷۶۹ است.